# Clásico RCN 2022
Le Clásico RCN "Cerveza Andina" 2022 61 Años Celebrando Juntos (nom officiel) est une course cycliste par étapes qui a lieu du 22 octobre au 30 octobre 2022. La soixante-deuxième édition du Clásico RCN n'est pas inscrite au calendrier de l'UCI America Tour 2023. Il voit la victoire d’Aldemar Reyes.

## Présentation

### Participants et Favoris
169 coureurs dans dix-neuf équipes prennent le départ. Et de toutes ces formations, tous les suffrages convergent vers l'équipe Medellín-EPM. La formation la plus puissante du plateau compte conserver son titre.
En prenant en compte les enseignements délivrés par la Vuelta a Antioquia, terminée juste une semaine avant le départ de l'épreuve, huit favoris se dégagent. Le Team Medellín à lui seul compte trois cartes maîtresses : le tenant du titre Fabio Duarte, le quadruple vainqueur de la compétition Óscar Sevilla et Aldemar Reyes. Face à eux, se place Wilson Peña, troisième l'année précédente et leader de la formation Colombia Tierra de Atletas. Sur la même ligne se retrouvent Alexander Gil (Orgullo paisa), Rodrigo Contreras (Epm-Scott), Hernán Aguirre (Sistecrédito-GW) et Didier Chaparro (Supergiros-Alcaldía de Manizales). Sans compter un coureur profitant des circonstances de course pour intégrer ce groupe.
La revue "Mundo Ciclistico" recense également ces huit hommes mais y ajoute Dubán Bobadilla, de l'équipe Herrera Sport 7C Costa Rica-Nativos, et Adrián Bustamante (autre coureur de la formation Sistecrédito-GW).
Sevilla n'est pas le seul Espagnol à disputer la compétition puisque Marcos Jurado y prend part avec la formation Electro Hiper Europa-Caldas. Quelques rares coureurs étrangers sont également de la partie. L'Équatorien David Villareal et six autres compatriotes y participent avec l'équipe C&S Technology. Des Costariciens, à l'image de Bryan Salas ou de Rodolfo Villalobos, renforcent la formation Herrera 7C Costa Rica-Nativos tandis que des Vénézuéliens, comme Jimmy Briceño ou Yonder Godoy, en font de même au sein de l'équipe JB-Arroz Zulia-Arduvi-Calzado Power.

### Parcours
Le Clásico RCN 2022 comprend neuf étapes et se dispute sur plus de 1 100 kilomètres. Il commence dans le département d'Antioquia par une étape de 154 kilomètres et se termine dans celui de Valle, par 122,2 kilomètres, menant à Ginebra. Pendant la compétition, cinq autres départements sont également visités : ceux de Boyacá, Tolima, Quindío, Risaralda et celui de Caldas.
Gabriel Jaime Vélez, directeur sportif de l'équipe Sistecrédito-GW, apprécie le tracé de cette édition "à la Colombienne" (c'est-à-dire avec beaucoup de haute montagne). Pour lui, trois étapes se dégagent pour établir le classement général final. Celle qui se termine à Pereira en passant par l'alto de La Línea lui paraît compliquée tout comme celle qui se conclut à Fresno. Le contre-la-montre, bien que court (9,7 kilomètres), peut également clarifier le classement.
Luis Fernando Otálvaro, directeur sportif de la formation Supergiros-Alcaldía de Manizales, loue également le dessin du parcours. Il ne veut mettre en exergue aucune étape en particulier. Pour lui, toutes les étapes peuvent être des étapes reines. Le cyclisme étant un sport plein de surprises, une étape dont on attend peu peut être déterminante pour le classement général final.

### Bonifications
Dix, six et quatre secondes de bonifications sont attribuées aux trois premiers de chaque étape. Trois étapes volantes jalonnent chaque journée de compétition et délivrent chacune trois, deux et une secondes. La septième étape, disputée en contre-la-montre, est la seule à ne pas distribuer de secondes de bonifications.

## Étapes
| Étape     | Date       | Villes étapes                                                                               |                             | Distance (km) | Vainqueur d’étape | Leader du classement général |
| --------- | ---------- | ------------------------------------------------------------------------------------------- | --------------------------- | ------------- | ----------------- | ---------------------------- |
| 1re étape | 22 octobre | La Ceja - La Unión - Sonsón - La Unión - La Ceja - Sonsón - Rionegro                        |                             | 158           | Johan Colón       | Johan Colón                  |
| 2e étape  | 23 octobre | Medellín - Maceo                                                                            |                             | 150,4         | Aldemar Reyes     | Aldemar Reyes                |
| 3e étape  | 24 octobre | Puerto Boyacá - Dorada - Honda - Mariquita - Fresno                                         |                             | 123,2         | Adrián Bustamante | Adrián Bustamante            |
| 4e étape  | 25 octobre | Mariquita - Alvarado - Ibagué (Juntas)                                                      |                             | 132,3         | Aldemar Reyes     | Aldemar Reyes                |
| 5e étape  | 26 octobre | Ibagué - Cajamarca - Calarcá - Armenia - Pereira                                            |                             | 117           | Adrián Bustamante | Aldemar Reyes                |
| 6e étape  | 27 octobre | Pereira - La Virginia - Viterbo - Manizales                                                 |                             | 124,7         | Dubán Bobadilla   | Aldemar Reyes                |
| 7e étape  | 28 octobre | Chinchiná - Palestina                                                                       | Contre-la-montre individuel | 9,7           | Fabio Duarte      | Aldemar Reyes                |
| 8e étape  | 29 octobre | Cartago - Alcalá - Quimbaya - Montenegro - La Tebaida - Zarzal - Roldanillo - La Montañuela |                             | 123,7         | Edgar Pinzón      | Aldemar Reyes                |
| 9e étape  | 30 octobre | La Victoria - La Unión - Roldanillo - Zarzal - Andalucía - Tuluá - Buga - Guacarí - Ginebra |                             | 122,2         | Nelson Soto       | Aldemar Reyes                |

## Récit de la course

### 1reétape
Johan Colón (Orgullo paisa) s'impose au sprint et s'empare du même coup de la tête du classement général.
Classement de l'étape
|   | Coureur           | Pays     | Équipe          |    | Temps          |
| - | ----------------- | -------- | --------------- | -- | -------------- |
| 1 | Johan Colón       | Colombie | Orgullo paisa   | en | 4 h 1 min 57 s |
| 2 | Diego Ochoa       | Colombie | Epm-Scott       |    | m.t.           |
| 3 | Brayan Sánchez    | Colombie | Medellín-EPM    |    | m.t.           |
| 4 | Adrián Bustamante | Colombie | Sistecrédito-GW |    | m.t.           |

Classement général
|       | Coureur           | Pays     | Équipe                              |    | Temps          |
| ----- | ----------------- | -------- | ----------------------------------- | -- | -------------- |
| 1     | Johan Colón       | Colombie | Orgullo paisa                       | en | 4 h 1 min 47 s |
| 2     | Diego Ochoa       | Colombie | Epm-Scott                           | à  | 4 s            |
| 3     | Brayan Sánchez    | Colombie | Medellín-EPM                        | à  | 6 s            |
| ...5  | Aldemar Reyes     | Colombie | Medellín-EPM                        | à  | 7 s            |
| ...9  | Edgar Pinzón      | Colombie | Colombia Tierra de Atletas          | à  | 9 s            |
| 10    | Adrián Bustamante | Colombie | Sistecrédito-GW                     | à  | 10 s           |
| ...15 | Rodrigo Contreras | Colombie | Epm-Scott                           | à  | 10 s           |
| ...18 | Dubán Bobadilla   | Colombie | Herrera Sport 7C Costa Rica-Nativos | à  | 10 s           |

Les 169 coureurs inscrits prennent le départ de cette première étape. Celle-ci mène les coureurs de La Ceja à Rionegro, en passant par La Unión et Sonsón sur un terrain "casse-pattes", développant 154 kilomètres. Trois cols de deuxième catégorie et trois sprints spéciaux sont au programme d'un tracé exigeant avec une succession continuelle de montées et de descentes.
Après un début d'étape marqué par de multiples attaques, seize hommes forment l'échappée du jour. En son sein des hommes comme Walter Pedraza (Néctar Indeportes-WCargo-Tour Colsubsidio) ou Róbigzon Oyola (Team Medellín) qui en profitent pour prendre la tête de classements annexes (le trophée des grimpeurs pour le premier et les classements des étapes volantes et des sprints spéciaux pour le second). Ou Santiago Escudero (Sistecrédito-GW) qui préfère s'isoler, prenant jusqu'à 47 s d'avance. Dans le dernier col du jour, et ce dans l'optique du classement des grimpeurs, Pedraza pourchasse Escudero. Ils passent dans cet ordre au sommet. Devant Óscar Sevilla (Team Medellín), un des favoris de la compétition, qui lance les hostilités à un peu plus de cinquante kilomètres de l'arrivée. La réaction des Colombia Tierra de Atletas ne se fait pas attendre. Sevilla rejoint, Wilson Peña s'isole, épaulé de son gregario Edgar Pinzón. Seul Aldemar Reyes (Team Medellín) peut se joindre à eux. La fugue est dangereuse avec deux des favoris à la victoire finale. Pinzón fait l'essentiel du travail tandis que Reyes, qui ne collabore pas dans un premier temps, participe activement ensuite quand il comprend que distancer les Orgullo paisa et les Epm-Scott est une bonne affaire. Le trio prend jusqu'à une minute d'avance. La poursuite des équipes potentiellement lésées par la réussite de la fugue est vigoureuse. Et une fois Edgar Pinzón éreinté, le duo se fait reprendre par le peloton après une échappée de plus de quarante kilomètres et ce à moins de cinq de l'arrivée. Johan Colón, idéalement placé derrière deux membres de l'équipe Medellín-EPM à l'approche de l'arrivée, les déborde et s'impose facilement. Colón devance Diego Ochoa (Epm-Scott) et Brayan Sánchez (Team Medellín) sur la ligne et au classement général provisoire.

### 2eétape
Coup double d'Aldemar Reyes (Medellín-EPM) qui gagne l'étape et endosse le maillot jaune de leader.
Classement de l'étape
|       | Coureur              | Pays     | Équipe                              |    | Temps           |
| ----- | -------------------- | -------- | ----------------------------------- | -- | --------------- |
| 1     | Aldemar Reyes        | Colombie | Medellín-EPM                        | en | 3 h 24 min 47 s |
| 2     | Rodrigo Contreras    | Colombie | Epm-Scott                           |    | m.t.            |
| 3     | David Santiago Gómez | Colombie | Sistecrédito-GW                     | à  | 2 s             |
| ...5  | Adrián Bustamante    | Colombie | Sistecrédito-GW                     | à  | 5 s             |
| ...7  | Edgar Pinzón         | Colombie | Colombia Tierra de Atletas          | à  | 8 s             |
| ...17 | Dubán Bobadilla      | Colombie | Herrera Sport 7C Costa Rica-Nativos | à  | 10 s            |

Classement général
|       | Coureur              | Pays     | Équipe                              |    | Temps           |
| ----- | -------------------- | -------- | ----------------------------------- | -- | --------------- |
| 1     | Aldemar Reyes        | Colombie | Medellín-EPM                        | en | 7 h 26 min 31 s |
| 2     | Rodrigo Contreras    | Colombie | Epm-Scott                           | à  | 7 s             |
| 3     | David Santiago Gómez | Colombie | Sistecrédito-GW                     | à  | 11 s            |
| ...5  | Adrián Bustamante    | Colombie | Sistecrédito-GW                     | à  | 18 s            |
| 6     | Edgar Pinzón         | Colombie | Colombia Tierra de Atletas          | à  | 20 s            |
| ...11 | Dubán Bobadilla      | Colombie | Herrera Sport 7C Costa Rica-Nativos | à  | 23 s            |

À une dizaine de jours du départ de l'épreuve, le tracé de l'étape subit des modifications. Le parcours qui devait développer 175 kilomètres est réduit de vingt-cinq kilomètres pour ne plus faire que 150 kilomètres. Le départ s'effectue bien de Medellín mais l'arrivée se juge dans la municipalité de Maceo et non plus à Puerto Berrío. Quatre étapes volantes, trois sprints spéciaux et un col de deuxième catégorie jalonnent la journée.
Un déluge est tombé sur Maceo quelques minutes avant le passage des coureurs rendant très glissante une chaussée, que des travaux d'élargissement avaient déjà rendu dangereuse. Quatre coureurs puis bientôt sept occupent le devant de la scène une bonne partie de l'étape. Ce qui permet à Alejandro Ruiz (Tolima es Pasión-Sheffy), présent dans l'échappée, de s'emparer de la tête du classement des étapes volantes. La fugue est revue à une quinzaine de kilomètres de l'arrivée,, en raison du travail des Orgullo paisa, pour leur leader Johan Colón. Bien que ce dernier se fasse décramponner du peloton dans la montée du col de deuxième catégorie dont le sommet est placé à moins de huit kilomètres de l'arrivée. Dans l'ascension, Dubán Bobadilla (Herrera Sport) est un de ceux qui imprime un rythme soutenu à la course, ce qui a pour effet de réduire le groupe principal à une trentaine d'unités. Le Team Medellín prend les commandes du groupe de tête avec Yeison Reyes et Víctor Ocampo, pour profiter de la situation favorable à Aldemar Reyes, parti le matin avec onze secondes de retard sur Johan Colón. L'étape se joue dans le dernier kilomètre où de sévères pourcentages mènent à la ligne d'arrivée. L'équipe Sistecrédito-GW prend le relais en tête. Et si Rodrigo Contreras (Epm-Scott) en est un des protagonistes, c'est Aldemar Reyes qui gagne l'étape. Il devance Contreras et David Santiago Gómez (Sistecrédito-GW). Reyes prend le maillot de leader. Même si Colón a bien résisté, il cède 45 s et la tête du classement général. Où Reyes devance Contreras de sept secondes et Gómez de onze,.

### 3eétape
Troisième jour et troisième leader de la course, en remportant l'étape Adrián Bustamante (Sistecrédito-GW) prend la tête du classement général.
Classement de l'étape
|       | Coureur           | Pays     | Équipe                              |    | Temps         |
| ----- | ----------------- | -------- | ----------------------------------- | -- | ------------- |
| 1     | Adrián Bustamante | Colombie | Sistecrédito-GW                     | en | 3 h 8 min 9 s |
| 2     | Edgar Pinzón      | Colombie | Colombia Tierra de Atletas          |    | m.t.          |
| 3     | Dubán Bobadilla   | Colombie | Herrera Sport 7C Costa Rica-Nativos |    | m.t.          |
| ...8  | Rodrigo Contreras | Colombie | Epm-Scott                           | à  | 4 s           |
| ...18 | Aldemar Reyes     | Colombie | Medellín-EPM                        | à  | 12 s          |

Classement général
|   | Coureur           | Pays     | Équipe                              |    | Temps            |
| - | ----------------- | -------- | ----------------------------------- | -- | ---------------- |
| 1 | Adrián Bustamante | Colombie | Sistecrédito-GW                     | en | 10 h 34 min 48 s |
| 2 | Rodrigo Contreras | Colombie | Epm-Scott                           | à  | 3 s              |
| 3 | Aldemar Reyes     | Colombie | Medellín-EPM                        | à  | 4 s              |
| 4 | Edgar Pinzón      | Colombie | Colombia Tierra de Atletas          | à  | 6 s              |
| 5 | Dubán Bobadilla   | Colombie | Herrera Sport 7C Costa Rica-Nativos | à  | 11 s             |

La troisième étape mène les coureurs de Puerto Boyacá à Fresno, en passant par La Dorada, Honda et Mariquita. La majeure partie de la journée s'effectue sur terrain plat avant l'ascension finale vers Fresno, longue d'environ vingt-cinq kilomètres et classée en hors catégorie.
Les cent premiers kilomètres sont égayés par deux échappées dont la dernière de cinq coureurs est reprise dans les premières pentes de l'ascension finale. Nelson Soto (Colombia Tierra de Atletas-GW Shimano) et Carlos Chía (Supergiros-Alcaldía de Manizales) animent également le début de course par leur duel dans les sprints intermédiaires. Chía en profite pour engranger sept points dans les différentes étapes volantes du jour et prendre la tête de ce classement annexe. L'équipe Medellín-EPM du leader Aldemar Reyes se relaye à l'avant du peloton avec les Colombia Tierra de Atletas pour contrôler la course,. En quelques kilomètres d'ascension, le peloton est réduit à une cinquantaine d'unités. Le premier a lancé les hostilités est le Costaricien Rodolfo Villalobos (Herrera 7C Costa Rica-Nativos) mais il est rapidement neutralisé. À moins de vingt kilomètres du but, Rafael Pineda (Colombia Tierra de Atletas) lance une attaque avec le tenant du titre Fabio Duarte dans sa roue bientôt suivi par Dubán Bobadilla (Herrera Sport). Bobadilla insiste et lâche le duo, il prend alors jusqu'à 25 s d'avance sur le groupe principal. Plusieurs coureurs tentent de le rejoindre, Omar Mendoza (Colombia Tierra de Atletas) est le plus près d'y arriver. L'équipe Orgullo paisa essaient aussi avec deux hommes, ce qui a pour effet de voir le groupe de chasse se réorganiser après avoir absorbé Mendoza. Ce dont profite Bobadilla pour creuser de nouveau l'écart. Cependant aux abords de l'arrivée, sa capture par ses poursuivants semble inévitable. Peu avant la flamme rouge, Rodrigo Contreras (Epm-Scott) se lance à sa poursuite, suivi d'Adrián Bustamante. Le tracé des derniers hectomètres dans Fresno se fait dans des rues étroites en ascension avec de nombreux virages en angle droit. Bobadilla, en bout de course, calculant mal sa trajectoire, est repris et dépassé par Bustamante et Edgar Pinzón (Colombia Tierra de Atletas), revenu de l'arrère. Bobadilla, finalement troisième de l'étape, se console avec le maillot de meilleur grimpeur tandis que Pinzón, deuxième, conforte sa place en tête du classement des Espoirs. Bustamante est premier au classement général provisoire avec trois secondes d'avance sur Contreras et quatre sur Aldemar Reyes. Victime d'une crevaison et en retrait dans l'ascension finale, Reyes termine 18e à 12 s du vainqueur du jour. 
Cinq coureurs Javier Jamaica (Medellín-EPM), Wilson Peña, Cristian Rico, Darwin Atapuma (Colombia Tierra de Atletas) et Hernando Bohórquez (EPM-Scott), présentés comme outsiders ou favoris pour la victoire finale terminent l'étape à plus de cinq minutes de Bustamante et doivent reconsidérer leurs objectifs dans cette compétition.

### 4eétape
Aldemar Reyes (Medellín-EPM) récupère la tête du classement général en s'adjugeant une seconde victoire d'étape.
Classement de l'étape
|       | Coureur           | Pays     | Équipe                              |    | Temps           |
| ----- | ----------------- | -------- | ----------------------------------- | -- | --------------- |
| 1     | Aldemar Reyes     | Colombie | Medellín-EPM                        | en | 3 h 20 min 46 s |
| 2     | Edgar Pinzón      | Colombie | Colombia Tierra de Atletas          |    | m.t.            |
| 3     | Fabio Duarte      | Colombie | Medellín-EPM                        |    | m.t.            |
| 4     | Dubán Bobadilla   | Colombie | Herrera Sport 7C Costa Rica-Nativos |    | m.t.            |
| 5     | Rodrigo Contreras | Colombie | Epm-Scott                           |    | m.t.            |
| ...14 | Adrián Bustamante | Colombie | Sistecrédito-GW                     | à  | 10 s            |

Classement général
|   | Coureur           | Pays     | Équipe                              |    | Temps            |
| - | ----------------- | -------- | ----------------------------------- | -- | ---------------- |
| 1 | Aldemar Reyes     | Colombie | Medellín-EPM                        | en | 13 h 55 min 28 s |
| 2 | Edgar Pinzón      | Colombie | Colombia Tierra de Atletas          | à  | 6 s              |
| 3 | Rodrigo Contreras | Colombie | Epm-Scott                           | à  | 9 s              |
| 4 | Adrián Bustamante | Colombie | Sistecrédito-GW                     | à  | 16 s             |
| 5 | Dubán Bobadilla   | Colombie | Herrera Sport 7C Costa Rica-Nativos | à  | 17 s             |

L'étape du jour mène le peloton de Mariquita au corregimiento de Juntas à Ibagué. L'arrivée est jugée au terme d'une montée longue d'une vingtaine de kilomètres, classée en première catégorie. Grande attraction de la quatrième étape, cette ascension est attendue par les observateurs comme un premier jalon dans la lutte pour la victoire dans ce Clásico RCN 2022.
Une échappée de onze hommes (avec la présence de coureurs de EPM-Scott, d'Orgullo paisa et du Team Medellín) anime le début d'étape. Celui-ci se déroule sur un rythme tranquille (sachant aussi que la température dépasse les 28° degrés). La fugue n'a plus que huit secondes à l'entrée dans Ibagué et est reprise dans les corregimientos amenant à la ligne d'arrivée. À partir de là, les attaques se multiplient. Cristian Rico (Col Tierra de Atletas), Edwin Patiño (Team Boyacá Avanza), Duban Bobadilla (Herrera Sport-7C), Víctor Ocampo (Team Medellín) et Alejandro Osorio (EPM-Scott) tentent leur chance mais le Team Medellín veille au grain pour ses chefs de file. Aldemar Reyes mène une attaque décisive dans les derniers hectomètres. Seul le leader des moins de 23 ans, Edgar Pinzón, tente d'y répondre mais ne peut le rejoindre ; Fabio Duarte (Team Medellín) termine troisième. Reyes, par sa victoire d'étape et les bonifications s'y attenant, récupère la première place du classement général provisoire. Il devance de six secondes Pinzón. Terminant treizième l'étape, Adrián Bustamante perd dix secondes et son maillot de leader tandis que Rodrigo Contreras (Epm-Scott), crevant à quatre kilomètres du terme, réussit quand même à terminer dans le même temps que le vainqueur du jour,.

### 5eétape
Adrián Bustamante (Sistecrédito-GW) gagne sa seconde victoire d'étape tandis qu'Aldemar Reyes (Medellín-EPM) garde la tête du classement général.
Classement de l'étape
|   | Coureur           | Pays     | Équipe                           |    | Temps           |
| - | ----------------- | -------- | -------------------------------- | -- | --------------- |
| 1 | Adrián Bustamante | Colombie | Sistecrédito-GW                  | en | 3 h 22 min 56 s |
| 2 | Aldemar Reyes     | Colombie | Medellín-EPM                     |    | m.t.            |
| 3 | Didier Chaparro   | Colombie | Supergiros-Alcaldía de Manizales |    | m.t.            |

Classement général
|   | Coureur           | Pays     | Équipe                              |    | Temps            |
| - | ----------------- | -------- | ----------------------------------- | -- | ---------------- |
| 1 | Aldemar Reyes     | Colombie | Medellín-EPM                        | en | 17 h 18 min 15 s |
| 2 | Adrián Bustamante | Colombie | Sistecrédito-GW                     | à  | 13 s             |
| 3 | Edgar Pinzón      | Colombie | Colombia Tierra de Atletas          | à  | 15 s             |
| 4 | Rodrigo Contreras | Colombie | Epm-Scott                           | à  | 18 s             |
| 5 | Dubán Bobadilla   | Colombie | Herrera Sport 7C Costa Rica-Nativos | à  | 26 s             |

La cinquième étape est présentée comme une étape-clé, avec le passage de l'Alto de la Línea, premier col hors-catégorie de la compétition. Les coureurs joignent Ibagué à Pereira après 117 kilomètres d'effort, en passant par les municipalités de Cajamarca et Calarcá avant la descente finale sur la capitale de Risaralda.
L'Alto de la Línea voit une attaque de grande envergure de Dubán Bobadilla (Herrera Sport 7C Costa Rica-Nativos). Il rejoint d'abord les échappés puis continue l'ascension seul. Il franchit le col avec trente-sept secondes d'avance sur Edgar Pinzón (Colombia Tierra de Atletas), parti à sa poursuite et 1 min 10 s sur Cristian Muñoz (Epm-Scott) menant le groupe des favoris. Dans l'épais brouillard qui attend les participants dans la descente, Pinzón fait la jonction avec Bobadilla, puis continue seul. Bientôt une trentaine de coureurs rejoindront les deux fugueurs. Dans l'Alto del Roble, Fabio Duarte (Team Medellín-EPM) tente de surprendre ses adversaires (sans succès). Répondent à son attaque Óscar Fernández (Indeportes Boyacá Avanza), Dubán Bobadilla et David Santiago Gómez (Sistecredito-GW). L'équipe Medellín-EPM contrôle la fin de parcours qui voit un groupe réduit à vingt-deux unités se disputer le gain de l'étape.
Kevin Castillo (Sistecrédito-GW) tente d'anticiper le sprint massif mais se fait rejoindre dans les derniers hectomètres. Didier Chaparro (Supergiros-Alcaldía de Manizales) lance le sprint de loin. Mais il se fait dépasser à quelques encablures de l'arrivée par Aldemar Reyes, lui-même coiffé par Adrián Bustamante pour la victoire d'étape.
Deux coureurs cités parmi les favoris, Óscar Sevilla (Team Medellín-EPM) et Alexander Gil (Orgullo paisa), sont les deux grands perdants de la journée, en arrivant dans un groupe franchissant la ligne 7 min 28 s après Bustamante. Ce dernier grappille trois secondes à Reyes et se replace deuxième au classement général provisoire.

### 6eétape
Dubán Bobadilla (Herrera Sport), en remportant l'étape, se rapproche à trois secondes d'Aldemar Reyes (Medellín-EPM), toujours leader de la compétition.
Classement de l'étape
|   | Coureur           | Pays     | Équipe                              |    | Temps          |
| - | ----------------- | -------- | ----------------------------------- | -- | -------------- |
| 1 | Dubán Bobadilla   | Colombie | Herrera Sport 7C Costa Rica-Nativos | en | 2 h 59 min 2 s |
| 2 | Adrián Bustamante | Colombie | Sistecrédito-GW                     | à  | 17 s           |
| 3 | Aldemar Reyes     | Colombie | Medellín-EPM                        | à  | 17 s           |

Classement général
|   | Coureur           | Pays     | Équipe                              |    | Temps            |
| - | ----------------- | -------- | ----------------------------------- | -- | ---------------- |
| 1 | Aldemar Reyes     | Colombie | Medellín-EPM                        | en | 20 h 17 min 30 s |
| 2 | Dubán Bobadilla   | Colombie | Herrera Sport 7C Costa Rica-Nativos | à  | 3 s              |
| 3 | Adrián Bustamante | Colombie | Sistecrédito-GW                     | à  | 11 s             |
| 4 | Rodrigo Contreras | Colombie | Epm-Scott                           | à  | 22 s             |
| 5 | Edgar Pinzón      | Colombie | Colombia Tierra de Atletas          | à  | 29 s             |

Après le passage à l'Alto de la Línea la veille, la journée présente également une ascension classée en hors-catégorie, avec la traditionnelle arrivée face à la Media Torta de Chipre à Manizales. Les coureurs y achèvent une étape de 124,7 kilomètres, partie de Pereira. Comme chaque jour depuis le départ, trois étapes volantes et trois sprints spéciaux jalonnent le parcours.
Dubán "El Migajita" Bobadilla (Herrera Sport 7C Costa Rica-Nativos) gagne après une attaque dans les derniers instants de l'étape.

### 7eétape
Fabio Duarte (Medellín-EPM) gagne le contre-la-montre alors que son coéquipier Aldemar Reyes s'accroche, pour deux secondes seulement, au maillot jaune de leader.
Classement de l'étape
|       | Coureur           | Pays     | Équipe                              |    | Temps       |
| ----- | ----------------- | -------- | ----------------------------------- | -- | ----------- |
| 1     | Fabio Duarte      | Colombie | Medellín-EPM                        | en | 16 min 21 s |
| 2     | Rodrigo Contreras | Colombie | Epm-Scott                           | à  | 26 s        |
| 3     | Dubán Bobadilla   | Colombie | Herrera Sport 7C Costa Rica-Nativos | à  | 30 s        |
| 4     | Aldemar Reyes     | Colombie | Medellín-EPM                        | à  | 31 s        |
| ...7  | Edgar Pinzón      | Colombie | Colombia Tierra de Atletas          | à  | 51 s        |
| ...13 | Adrián Bustamante | Colombie | Sistecrédito-GW                     | à  | 1 min 6 s   |

Classement général
|   | Coureur           | Pays     | Équipe                              |    | Temps            |
| - | ----------------- | -------- | ----------------------------------- | -- | ---------------- |
| 1 | Aldemar Reyes     | Colombie | Medellín-EPM                        | en | 20 h 34 min 22 s |
| 2 | Dubán Bobadilla   | Colombie | Herrera Sport 7C Costa Rica-Nativos | à  | 2 s              |
| 3 | Fabio Duarte      | Colombie | Medellín-EPM                        | à  | 3 s              |
| 4 | Rodrigo Contreras | Colombie | Epm-Scott                           | à  | 17 s             |
| 5 | Adrián Bustamante | Colombie | Sistecrédito-GW                     | à  | 46 s             |
| 6 | Edgar Pinzón      | Colombie | Colombia Tierra de Atletas          | à  | 49 s             |

### 8eétape
Edgar Pinzón (Colombia Tierra de Atletas-GW Shimano) remporte l'étape devant Aldemar Reyes (Medellín-EPM) toujours maillot jaune du Clásico RCN.
Classement de l'étape
|      | Coureur           | Pays     | Équipe                              |    | Temps          |
| ---- | ----------------- | -------- | ----------------------------------- | -- | -------------- |
| 1    | Edgar Pinzón      | Colombie | Colombia Tierra de Atletas-GW       | en | 3 h 3 min 17 s |
| 2    | Aldemar Reyes     | Colombie | Medellín-EPM                        |    | m.t.           |
| 3    | Dubán Bobadilla   | Colombie | Herrera Sport 7C Costa Rica-Nativos |    | m.t.           |
| 4    | Adrián Bustamante | Colombie | Sistecrédito-GW                     | à  | 18 s           |
| ...8 | Rodrigo Contreras | Colombie | Epm-Scott                           | à  | 49 s           |

Classement général
|   | Coureur           | Pays     | Équipe                              |    | Temps            |
| - | ----------------- | -------- | ----------------------------------- | -- | ---------------- |
| 1 | Aldemar Reyes     | Colombie | Medellín-EPM                        | en | 23 h 37 min 33 s |
| 2 | Dubán Bobadilla   | Colombie | Herrera Sport 7C Costa Rica-Nativos | à  | 4 s              |
| 3 | Edgar Pinzón      | Colombie | Colombia Tierra de Atletas-GW       | à  | 45 s             |
| 4 | Adrián Bustamante | Colombie | Sistecrédito-GW                     | à  | 1 min 10 s       |
| 5 | Rodrigo Contreras | Colombie | Epm-Scott                           | à  | 1 min 12 s       |

### 9eétape
Nelson Soto (Colombia Tierra de Atletas-GW Shimano) s'impose au sprint dans la dernière étape tandis qu'Aldemar Reyes (Medellín-EPM) remporte l'épreuve.
Classement de l'étape
|      | Coureur         | Pays     | Équipe                              |    | Temps           |
| ---- | --------------- | -------- | ----------------------------------- | -- | --------------- |
| 1    | Nelson Soto     | Colombie | Colombia Tierra de Atletas-GW       | en | 2 h 29 min 34 s |
| 2    | Carlos Chía     | Colombie | Supergiros-Alcaldía de Manizales    |    | m.t.            |
| 3    | David Villareal | Équateur | C&S Technology                      |    | m.t.            |
| ...9 | Dubán Bobadilla | Colombie | Herrera Sport 7C Costa Rica-Nativos |    | m.t.            |

## Classements finals

### Classement général final
| \| Classement général \| Classement général \| Classement général \| Classement général \| Classement général \| \| Coureur \| Coureur \| Pays \| Équipe \| Temps \| \| ------------------ \| -------------------- \| ------------------ \| ------------------------------------- \| ------------------ \| \| 1er \| Aldemar Reyes \| Colombie \| Medellín-EPM \| 26 h 07 min 07 s \| \| 2e \| Dubán Bobadilla \| Colombie \| Herrera Sport-Ropa Deportiva \| + 4 s \| \| 3e \| Edgar Pinzón \| Colombie \| Colombia Tierra de Atletas-GW Shimano \| + 45 s \| \| 4e \| Adrián Bustamante \| Colombie \| Team Sistecrédito \| + 1 min 10 s \| \| 5e \| Rodrigo Contreras \| Colombie \| EPM-Scott \| + 1 min 12 s \| \| 6e \| Fabio Duarte \| Colombie \| Medellín-EPM \| + 1 min 17 s \| \| 7e \| Rafael Pineda \| Colombie \| Colombia Tierra de Atletas-GW Shimano \| + 2 min 03 s \| \| 8e \| Didier Chaparro \| Colombie \| Supergiros-Alcaldía de Manizales \| + 2 min 28 s \| \| 9e \| David Santiago Gómez \| Colombie \| Team Sistecrédito \| + 3 min 20 s \| \| 10e \| Yonder Godoy \| Venezuela \| JB-Arroz Zulia-Arduvi-Calzado Power \| + 4 min 33 s \| |                      |           |                                       |                  |
| |                      |           |                                       |                  |
| |                      |           |                                       |                  |
| Classement général |                      |           |                                       |                  |
| Coureur | Coureur              | Pays      | Équipe                                | Temps            |
| 1er | Aldemar Reyes        | Colombie  | Medellín-EPM                          | 26 h 07 min 07 s |
| 2e | Dubán Bobadilla      | Colombie  | Herrera Sport-Ropa Deportiva          | + 4 s            |
| 3e | Edgar Pinzón         | Colombie  | Colombia Tierra de Atletas-GW Shimano | + 45 s           |
| 4e | Adrián Bustamante    | Colombie  | Team Sistecrédito                     | + 1 min 10 s     |
| 5e | Rodrigo Contreras    | Colombie  | EPM-Scott                             | + 1 min 12 s     |
| 6e | Fabio Duarte         | Colombie  | Medellín-EPM                          | + 1 min 17 s     |
| 7e | Rafael Pineda        | Colombie  | Colombia Tierra de Atletas-GW Shimano | + 2 min 03 s     |
| 8e | Didier Chaparro      | Colombie  | Supergiros-Alcaldía de Manizales      | + 2 min 28 s     |
| 9e | David Santiago Gómez | Colombie  | Team Sistecrédito                     | + 3 min 20 s     |
| 10e | Yonder Godoy         | Venezuela | JB-Arroz Zulia-Arduvi-Calzado Power   | + 4 min 33 s     |

### Classement des jeunes
| Classement du meilleur jeune | Classement du meilleur jeune | Classement du meilleur jeune | Classement du meilleur jeune          | Classement du meilleur jeune |
| Coureur                      | Coureur                      | Pays                         | Équipe                                | Temps                        |
| ---------------------------- | ---------------------------- | ---------------------------- | ------------------------------------- | ---------------------------- |
| 1er                          | Edgar Pinzón                 | Colombie                     | Colombia Tierra de Atletas-GW Shimano | 26 h 07 min 52 s             |
| 2e                           | Óscar Fernández              | Colombie                     | Indeportes Boyacá Avanza              | + 4 min 37 s                 |
| 3e                           | Kevin Castillo               | Colombie                     | Team Sistecrédito                     | + 7 min 20 s                 |

### Classement par équipes
| Classement par équipes | Classement par équipes                   | Classement par équipes | Classement par équipes |
| Équipe                 | Équipe                                   | Pays                   | Temps                  |
| ---------------------- | ---------------------------------------- | ---------------------- | ---------------------- |
| 1re                    | Team Medellín-EPM                        | Colombie               | 78 h 27 min 36 s       |
| 2e                     | Colombia Tierra de Atletas-GW Bicicletas | Colombie               | + 2 min 04 s           |
| 3e                     | Team Sistecrédito                        | Colombie               | + 2 min 38 s           |

### Classement par points
| Classement par points | Classement par points | Classement par points | Classement par points        | Classement par points |
| Coureur               | Coureur               | Pays                  | Équipe                       | Points                |
| --------------------- | --------------------- | --------------------- | ---------------------------- | --------------------- |
| 1er                   | Aldemar Reyes         | Colombie              | Medellín-EPM                 | 77 pts                |
| 2e                    | Adrián Bustamante     | Colombie              | Team Sistecrédito            | 67 pts                |
| 3e                    | Dubán Bobadilla       | Colombie              | Herrera Sport-Ropa Deportiva | 54 pts                |

### Classement de la montagne
| Classement de la montagne | Classement de la montagne | Classement de la montagne | Classement de la montagne    | Classement de la montagne |
| Coureur                   | Coureur                   | Pays                      | Équipe                       | Points                    |
| ------------------------- | ------------------------- | ------------------------- | ---------------------------- | ------------------------- |
| 1er                       | Dubán Bobadilla           | Colombie                  | Herrera Sport-Ropa Deportiva | 78 pts                    |
| 2e                        | Aldemar Reyes             | Colombie                  | Medellín-EPM                 | 42 pts                    |
| 3e                        | Adrián Bustamante         | Colombie                  | Team Sistecrédito            | 37 pts                    |

## Évolution des classements
| Étapes             | Vainqueur          | Classement général | Classement du meilleur jeune | Classement par points | Classement de la montagne | Classement des étapes volantes | Classement des sprints spéciaux | Classement du combiné | Classement par équipes                |
| ------------------ | ------------------ | ------------------ | ---------------------------- | --------------------- | ------------------------- | ------------------------------ | ------------------------------- | --------------------- | ------------------------------------- |
| 1re étape          | Johan Colón        | Johan Colón        | Edgar Pinzón                 | Johan Colón           | Walter Pedraza            | Róbigzon Oyola                 | Róbigzon Oyola                  | Walter Pedraza        | Orgullo paisa                         |
| 2e étape           | Aldemar Reyes      | Aldemar Reyes      | Edgar Pinzón                 | Aldemar Reyes         | Walter Pedraza            | Alejandro Ruiz                 | Róbigzon Oyola                  | Aldemar Reyes         | Sistecrédito-GW                       |
| 3e étape           | Adrián Bustamante  | Adrián Bustamante  | Edgar Pinzón                 | Adrián Bustamante     | Dubán Bobadilla           | Carlos Chía                    | Róbigzon Oyola                  | Aldemar Reyes         | Sistecrédito-GW                       |
| 4e étape           | Aldemar Reyes      | Aldemar Reyes      | Edgar Pinzón                 | Aldemar Reyes         | Dubán Bobadilla           | Carlos Chía                    | Róbigzon Oyola                  | Aldemar Reyes         | Medellín-EPM                          |
| 5e étape           | Adrián Bustamante  | Aldemar Reyes      | Edgar Pinzón                 | Aldemar Reyes         | Dubán Bobadilla           | Carlos Chía                    | Róbigzon Oyola                  | Aldemar Reyes         | Colombia Tierra de Atletas-GW Shimano |
| 6e étape           | Dubán Bobadilla    | Aldemar Reyes      | Edgar Pinzón                 | Adrián Bustamante     | Dubán Bobadilla           | Nelson Soto                    | Róbigzon Oyola                  | Aldemar Reyes         | Colombia Tierra de Atletas-GW Shimano |
| 7e étape           | Fabio Duarte       | Aldemar Reyes      | Edgar Pinzón                 | Aldemar Reyes         | Dubán Bobadilla           | Nelson Soto                    | Róbigzon Oyola                  | Aldemar Reyes         | Medellín-EPM                          |
| 8e étape           | Edgar Pinzón       | Aldemar Reyes      | Edgar Pinzón                 | Aldemar Reyes         | Dubán Bobadilla           | Nelson Soto                    | Róbigzon Oyola                  | Aldemar Reyes         | Medellín-EPM                          |
| 9e étape           | Nelson Soto        | Aldemar Reyes      | Edgar Pinzón                 | Aldemar Reyes         | Dubán Bobadilla           | Nelson Soto                    | Róbigzon Oyola                  | Aldemar Reyes         | Medellín-EPM                          |
| Classements finals | Classements finals | Aldemar Reyes      | Edgar Pinzón                 | Aldemar Reyes         | Dubán Bobadilla           | Nelson Soto                    | Róbigzon Oyola                  | Aldemar Reyes         | Medellín-EPM                          |